# Guangzhous tunnelbana
Guangzhous tunnelbana (广州地铁; Guǎngzhōu dìtiě) betjänar kinesiska storstaden Guangzhou (och staden Foshan som ingår i Guangzhous storstadsområde). Tunnelbanan förbereddes under 1980-talet, och hade byggstart 1993 och trafikstart på den första linjen den 28 juni 1997, och var den femte kinesiska tunnelbanan (exklusive Taipeis tunnelbana på Taiwan) efter tunnelbanan i Peking, Hongkong (tillhörande Storbritannien före 1 juli 1997), Tianjin och Shanghai. Tunnelbanan började liksom övriga kinesiska tunnelbanor att byggas ut drastiskt omkring decennieskiftet 2010, och har nu vuxit till världens tredje största tunnelbana (till banlängden), efter Shanghais och Pekings tunnelbana, med en banlängd av omkring 650 kilometer.
Huvudlinjen på den Y-formade linje 3 är världens längsta trafiktunnel, med en längd av 68,5 kilometer.

## Linjer

Utbyggnad av Guangzhous tunnelbana

|  |

| Linje                 | Sträckning                                                                                     | Öppnad  | Senast utbyggd | Längd (km) | Stationer |
| --------------------- | ---------------------------------------------------------------------------------------------- | ------- | -------------- | ---------- | --------- |
| Linje 1               | Guangzhous östra järnvägsstation ↔ Xilang                                                      | 1997    | 1999           | 18,5       | 16        |
| Linje 2               | Jiahewanggang ↔ Guangzhous södra järnvägsstation                                               | 2002    | 2010           | 31,8       | 24        |
| Linje 3               | Airport North (Terminal 2) / Tianhe Coach Terminal ↔ Panyu Guangchang                          | 2005    | 2018           | 68,5       | 30        |
| Linje 4               | Nansha Passenger Port ↔ Huangcun                                                               | 2005    | 2017           | 60         | 23        |
| Linje 5               | Jiaokou ↔ Wenchong (planeras byggas ut till Huangpu Passenger Port[uppföljning saknas])        | 2009    | —              | 31,9       | 24        |
| Linje 6               | Xunfenggang ↔ Xiangxue                                                                         | 2013    | 2016           | 41,7       | 31        |
| Linje 7               | Meidi Dadao ↔ Universitetsstaden södra (planeras byggas ut till Shuixibei[uppföljning saknas]) | 2016    | 2022           | 32         | 17        |
| Linje 8               | Jiaoxin ↔ Wanshengwei                                                                          | 2003    | 2020           | 33,9       | 27        |
| Linje 9               | Fei'eling ↔ Gaozeng                                                                            | 2017    | –              | 20,1       | 11        |
| Linje 13              | Yuzhu ↔ Xinsha                                                                                 | 2017    | –              | 28,3       | 11        |
| Linje 14              | Jiahewanggang / Xinhe ↔ Dongfeng / Zhenlong                                                    | 2017    | 2018           | 75,4       | 22        |
| Linje 18              | Xiancun ↔ Wanqingsha (förväntas byggas ut Huachengjie–Xiancun)                                 | 2021    | –              | 58,3       | 8         |
| Linje 21              | Yuancun ↔ Zengcheng Guangchang                                                                 | 2018    | 2019           | 61,5       | 21        |
| Linje 22              | Chentougang ↔ Panyu Guangchang                                                                 | 2022    | –              | 18,2       | 4         |
| APM                   | Canton Tower ↔ Linhexi                                                                         | 2010    |                | 3,9        | 9         |
| Guangfo               | Xincheng Dong ↔ Lijiao                                                                         | 2010    | 2018           | 39,6       | 25        |
| F2                    | Nanzhuang ↔ Guangzhous södra järnvägsstation                                                   | 2021    |                | 32,4       | 17        |
| Totalt:               | Totalt:                                                                                        | Totalt: | Totalt:        | ~652       | 275       |
| Linjer under byggnad: |                                                                                                |         |                |            |           |
| Linje 10              | Xilang ↔ Shipaiqiao                                                                            |         |                | 25,46      | 14        |
| Linje 11 (ringlinje)  | Chishaqiao ↔ Guangzhous järnvägsstation ↔ Guangzhous östra järnvägsstation ↔ Chishaqiao        |         |                | 43,2       | 32        |
| F3                    | Foshans universitet, Campus Xianxi ↔ Shundegang                                                |         |                | 69,5       | 37        |